# Chris Benoit (singolo)
Chris Benoit è un singolo tratto dall'album The Mighty Death Pop! (2012) del gruppo Horrorcore Insane Clown Posse. La canzone si basa sulla vicenda del wrestler Chris Benoit che ha ucciso la moglie e il figlio prima di suicidarsi. Mike E. Clark ha fatto anche un remix della canzone, in collaborazione con Ice Cube e Scarface.

## Descrizione

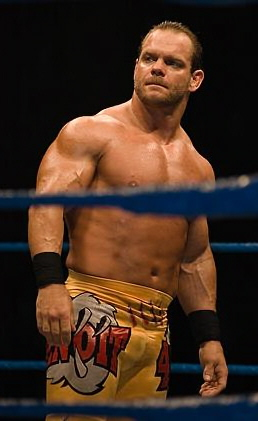
Il wrestler Chris Benoit, che uccise la moglie e il figlio prima di suicidarsi, ispirò la canzone

Ispirazione per la canzone arrivò dal wrestler Chris Benoit, che nel giugno 2007 uccise la moglie e il figlio prima di suicidarsi. Gli Insane Clown Posse alludono ampiamente agli omicidi nel testo della canzone, ma il significato intrinseco del brano non è il fatto di cronaca nera in se stesso, ma l'improvvisa perdita della ragione, della sanità mentale, che sfocia nella violenza. Il brano rientra nella tematica generale dell'album, che vorrebbe "insegnarci a rispettare la vita che ci è stata data e a fare del nostro meglio per evitare una morte prematura". La canzone fu remixata da Kuma per l'album di remix Mike E. Clark's Extra Pop Emporium. Il remix contiene strofe aggiuntive rappate da Ice Cube e Scarface.

## Video
Il videoclip musicale di Chris Benoit venne girato nel giugno 2012, cinque anni dopo il duplice omicidio e suicidio di Chris Benoit. Fu il primo video musicale per un singolo estratto da The Mighty Death Pop! Violent J lasciò carta bianca ai registi francesi Deka Brothers, chiedendo solo che ci fossero "poche scene di wrestling" e "un sacco di scene in slow-motion, sfocatura e atmosfera astratta". Nel video non sono comunque presenti immagini di Benoit, anche se il testo fa espressamente riferimento a lui con le parole: «I'm the crippler, I'm Chris Benoit». Violent J voleva che il video assomigliasse a quelli che facevano i Nirvana ed era rimasto favorevolmente colpito dal lavoro svolto dai Deka Brothers per First of the Year (Equinox) di Skrillex. Il video fu mandato in onda per la prima volta il 26–27 luglio 2012 durante una puntata in diretta di The Witching Hours di Violent J su Psychopathic Radio; successivamente fu diffuso sul canale YouTube della Psychopathic Records.

## Accoglienza
Houston Press criticò la canzone, suggerendo che fosse di cattivo gusto glorificare un wrestler che aveva massacrato la sua famiglia. Spin scrisse che il brano scruta la psiche del wrestler "per osservare il nulla". Graveside Entertainment citò Chris Benoit come uno dei pezzi forti di Mighty Death Pop!, definendola una delle canzoni più oscure degli Insane Clown Posse.